# Danny Gatton
Danny Gatton (* 4. September 1945 in Washington, D.C.; † 4. Oktober 1994 in Newburg (Maryland)) war ein US-amerikanischer Gitarrist.
Er spielte in einem weiten Stilbereich von Rock über Jazz, Blues bis Rockabilly. Gatton wurde von der Zeitschrift Rolling Stone auf den 63. Platz der „100 Größten Gitarristen aller Zeiten“ gewählt.

## Werdegang
Danny Gatton begann als Teenager Gitarre zu spielen. Schon sein Vater Daniel W. Gatton arbeitete als Rhythmusgitarrist, gab aber das Musikerleben zugunsten seiner Familie auf.
In den 1970ern erlangte Danny Gatton als Gitarrist und Banjo-Spieler in der Gruppe „Liz Meyer & Friends“ erste Bekanntheit. In den späten 1970ern und 1980ern trat er sowohl als Solist auf als auch mit der Gruppe „Redneck Jazz Explosion“. Der Titelsong seines Albums 88 Elmira Street war für den Grammy Award in der Kategorie „Best Rock Instrumental Performance“ nominiert, wurde aber dann von Eric Johnson mit „Cliffs of Dover“ geschlagen. Gatton spielte überwiegend Telecaster Gitarren. Seine Fähigkeiten an der Gitarre wurden von Eric Clapton, Willie Nelson, Steve Earle und seinem Kindheitsidol Les Paul gelobt. Gatton spielte auch mit Albert Lee und Jimmie Vaughan.
Gatton litt an Depressionen. Am 4. Oktober 1994 schloss er sich in seiner Garage in Newburg (Maryland) ein und erschoss sich. Er wurde 49 Jahre alt.
Im Januar 1995 wurde im „Tramps club“ in New York City für drei Abende ein Tribut-Konzert organisiert.

## Diskografie (Auswahl)
- 1975 – American Music
- 1978 – Redneck Jazz
- 1987 – Unfinished Business
- 1990 – Blazing Telecasters (live 1984)
- 1991 – 88 Elmira St.
- 1992 – New York Stories
- 1993 – Cruisin' Deuces
- 1994 – Relentless (mit Joey DeFrancesco)
- 1995 – Redneck Jazz Explosion (live 12/31/78)
- 1996 – The Humbler (mit Robert Gordon)
- 1998 – In Concert 9/9/94
- 1998 – Untouchable
- 1998 – Portraits
- 1999 – Anthology
- 2004 – Funhouse (live 6/10-11/88)
- 2005 – Oh No! More Blazing Guitars (mit Tom Principato)

## Biografie
- Ralph Heibutzki: Unfinished Business: The Life and Times of Danny Gatton. Backbeat Books, San Francisco 2003, ISBN 0-87930-748-X.